# Scherwiller
Scherwiller es una localidad y comuna francesa situada en el departamento del Bajo Rin, en la región de Alsacia.
Scherwiller, atravesada por el arroyo del Aubach, es una comuna productora de vinos alsacianos de la variedad Riesling que se encuentra en la Ruta de los vinos de Alsacia.

## LaGuerra de los campesinos alemanesy la matanza de Scherwiller de 1525
En la tarde 20 de mayo de 1525 tuvo lugar en Scherwiller uno de los últimos episodios bélicos de la Guerra de los campesinos alemanes, cuando restos de la milicia campesina en retirada de Saverne (17 de mayo) se reagruparon con grupos del sur y plantaron cara a las tropas del duque de Lorena utilizando Scherwiller como punto fuerte. Los mercenarios del duque, en mayor número (30 000 contra 7 000) y mejor armados, los desbordaron y prendieron fuego a la villa para iluminar las acciones ya en campo abierto donde serían masacrados. La batalla habría causado unos 13 000 muertos entre ambas partes, siendo la mayoría de ellos los campesinos rebeldes o Rustauds.

## Demografía
| 2 209 | 2 129 | 2 330 | 2 534 | 2 651 | 2 711 | 2 823 | 2 836 | 2 757 | 2 844 | 3 009 | 2 746 | 2 628 | 2 559 | 2 494 | 2 401 | 2 336 | 2 386 | 2 438 | 2 411 | 2 123 | 2 162 | 2 144 | 2 104 | 2 046 | 2 205 | 2 269 | 2 300 | 2 368 | 2 382 | 2 278 | 2 614 | 3 009 |
| Para los censos de 1962 a 1999 la población legal corresponde a la población sin duplicidades (Fuente: INSEE [Consultar]) |       |       |       |       |       |       |       |       |       |       |       |       |       |       |       |       |       |       |       |       |       |       |       |       |       |       |       |       |       |       |       |       |